# Melaço

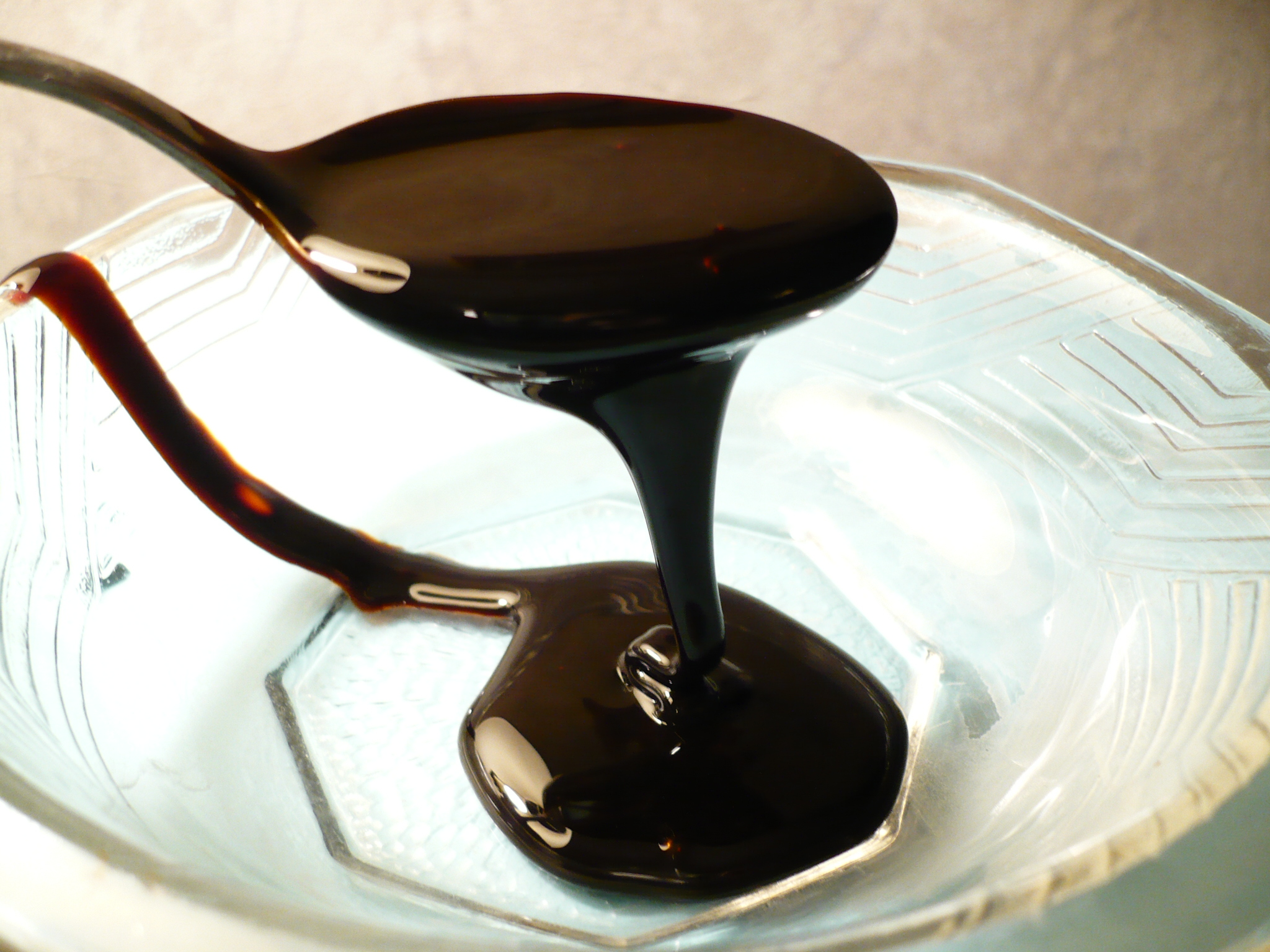
Melaço

O melaço é resultante da etapa de centrifugação, no processo de fabricação de açúcar. Contém açúcares redutores e parte de sacarose não cristalizada. É utilizado na fermentação para produção de álcool, em especial o etanol, como matéria-prima para fabricar aguardente, rum, fermentos biológicos e é usado largamente em rações animais. Nos antigos engenhos-banguê, era subproduto em decantação, sendo chamado, então, mel de furo.

## Na alimentação
O melaço é utilizado na alimentação desde o tempo do Brasil colonial.
É um bom suplemento alimentar, como fonte de carboidratos e ferro e no combate à depleção proteica e aos baixos teores de hemoglobina.

## Na medicina
O melaço, quando atacado por uma bactéria nociva à cana de açúcar, apresenta um biopolímero semelhante a um tecido. Esse produto está em processo de análise e produção de vários componentes utilizados na medicina, inclusive órteses ortopédicas biodegradáveis.

## Outras aplicações
Cada tonelada de cana produz de 40 a 60 kg de melaço. Desde o início do século XVII foi utilizado para a produção de um destilado que nas colônias inglesas nas Américas recebeu o nome de rum, nas francesas tafia, nas espanholas aguardiente de caña e na portuguesa (Brasil) aguardente (aguardente de cana e cachaça são somente produzidos pela fermentação do caldo de cana fresco e não do melaço).
Atualmente é empregado, principalmente no Brasil, também como suplemento para forragens volumosas para gado de corte, suplemento para alimentação de porcos e cavalos, adubação orgânica, adubo foliar, cicatrizar o pé de batata após chuva de granizo, pulverização do milho, confecção de molde na indústria de fundição, confecção de refratários, revestimento de forno e na massa de tijolo na indústria cerâmica, dar consistência à porcelana, fabricação de briquete em mineração, dar consistência ao papelão e à casquinha de sorvete, em pneus, em velas para filtro de água, produção de proteína, levedura para panificação e antibiótico. Ademais, é utilizado como umectante para fumos usados em cachimbos de água, como o Narguilé.